# Comuna Rădăuți-Prut, Botoșani
Rădăuți-Prut este o comună în județul Botoșani, Moldova, România, formată din satele Miorcani, Rădăuți-Prut (reședința) și Rediu.

## Stemă

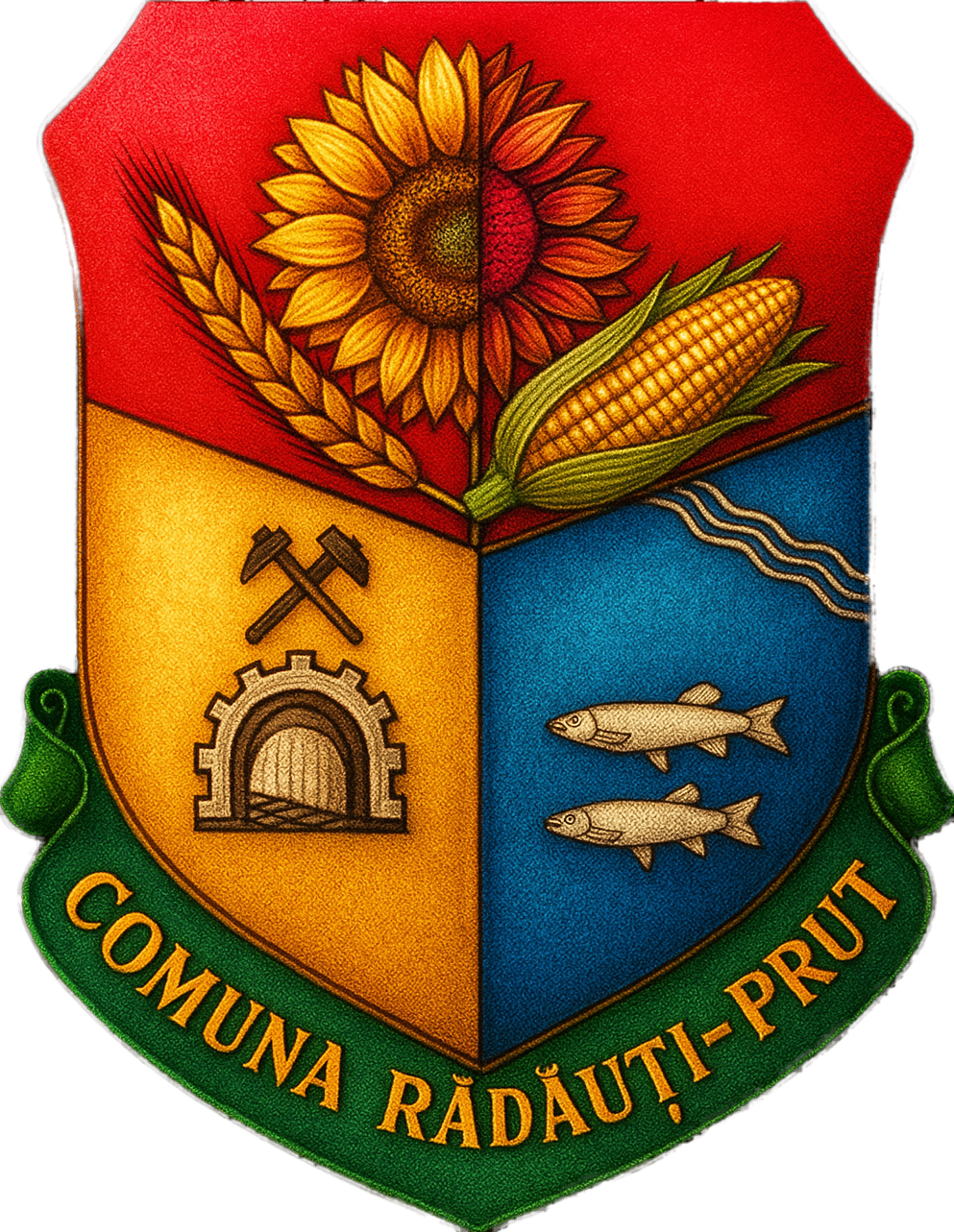
Stema comunei Rădăuți-Prut
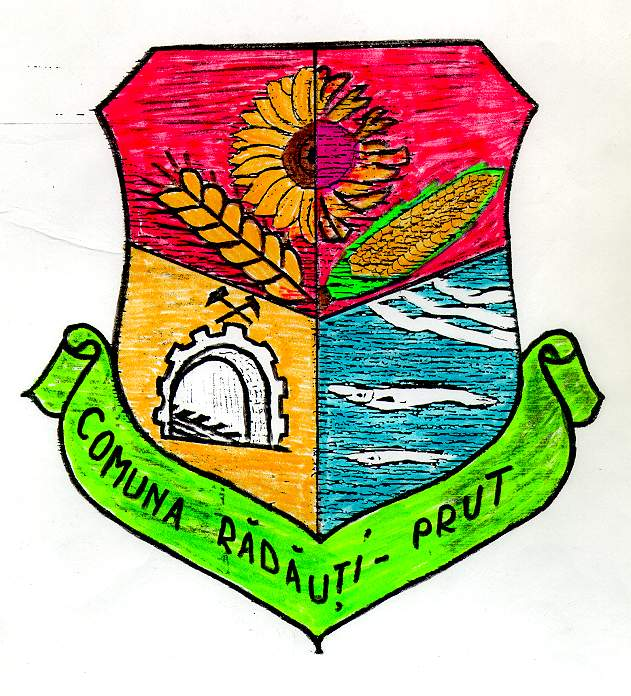
Stema comunei Rădăuți-Prut (desen)

## Politică și administrație
Comuna Rădăuți-Prut este administrată de un primar și un consiliu local compus din 13 consilieri. Primarul, Viorel Nichiteanu[*], de la Partidul Național Liberal, este în funcție din 2008. Începând cu alegerile locale din 2024, consiliul local are următoarea componență pe partide politice:
|  | Partid                          | Consilieri | Componența Consiliului | Componența Consiliului | Componența Consiliului | Componența Consiliului | Componența Consiliului | Componența Consiliului | Componența Consiliului | Componența Consiliului |
|  | ------------------------------- | ---------- | ---------------------- | ---------------------- | ---------------------- | ---------------------- | ---------------------- | ---------------------- | ---------------------- | ---------------------- |
|  | Partidul Național Liberal       | 8          |                        |                        |                        |                        |                        |                        |                        |                        |
|  | Partidul Social Democrat        | 4          |                        |                        |                        |                        |                        |                        |                        |                        |
|  | Alianța pentru Unirea Românilor | 1          |                        |                        |                        |                        |                        |                        |                        |                        |

## Personalități
- Eugenia Bosânceanu (1925 - 2018), actriță
- Alexandru D. Lungu (1928 - 2005) a fost un actor român, născut în satul Miorcani din comuna Rădăuți-Prut, cunoscut pentru rolurile sale din filmele: Ciulinii Bărăganului (1958), Cu mîinile curate (1972), Păcală (1974), Capcana mercenarilor (1980), Trandafirul galben (1982), etc.
- Doina Ignat (n. 20 decembrie 1968) este o canotoare română, cvadruplă laureată cu aur la Atlanta 1996, Sydney 2000 și Atena 2004.
- Rodica Șerban (n. 26 mai 1983) canotoare română

## Demografie
Componența etnică a comunei Rădăuți-Prut
     Români (91,71%)
     Alte etnii (0%)
     Necunoscută (8,29%)
Componența confesională a comunei Rădăuți-Prut
     Ortodocși (86,99%)
     Penticostali (2,74%)
     Martori ai lui Iehova (1,39%)
     Alte religii (0,37%)
     Necunoscută (8,51%)
Conform recensământului efectuat în 2021, populația comunei Rădăuți-Prut se ridică la 2.667 de locuitori, în scădere față de recensământul anterior din 2011, când fuseseră înregistrați 3.339 de locuitori. Majoritatea locuitorilor sunt români (91,71%), iar pentru 8,29% nu se cunoaște apartenența etnică. Din punct de vedere confesional, majoritatea locuitorilor sunt ortodocși (86,99%), cu minorități de penticostali (2,74%) și martori ai lui Iehova (1,39%), iar pentru 8,51% nu se cunoaște apartenența confesională.